# Лучкино (Кирилловский район)
Лучкино — деревня в Кирилловском районе Вологодской области.
Входит в состав Талицкого сельского поселения, с точки зрения административно-территориального деления — в Колкачский сельсовет.
Расстояние до районного центра Кириллова по автодороге — 51,6 км, до центра муниципального образования Талиц по прямой — 7 км. Ближайшие населённые пункты — Колкач, Ивашево, Федорково.
По переписи 2002 года население — 24 человека (11 мужчин, 13 женщин). Всё население — русские.